# Karibisk hamn
Karibisk hamn (engelska: Fire Down Below) är en brittisk-amerikansk äventyrsfilm från 1957 i regi av Robert Parrish. Filmen är baserad på Max Cattos roman Fire Down Below från 1954. I huvudrollerna ses Rita Hayworth, Robert Mitchum och Jack Lemmon. 

## Rollista i urval
- Rita Hayworth - Irena
- Robert Mitchum - Felix
- Jack Lemmon - Tony
- Herbert Lom - hamnmästare
- Bonar Colleano - Lt. Sellars
- Bernard Lee - Dr. Sam Blake
- Peter Illing - kapten på Ulysses
- Edric Connor - Jimmy Jean
- Anthony Newley - Miguel
- Eric Pohlmann - hotellägare
- Lionel Murton - amerikan
- Murray Kash - bartender
- Albert R. Broccoli - drogsmugglare
- Joan Miller - Mrs Canaday
- Barbara Lane - dansare
- Gina Chare - dansare
- Shirley Rus - dansare